# ぶらあぼ
ぶらあぼは、株式会社ぶらあぼホールディングスが発行するクラシック音楽情報誌である。旧社名は株式会社東京MDE。2021年3月1日に現社名へと変更された。